# خط ۳ متروی سئول
خط ۳ متروی سئول (انگلیسی: Seoul Subway Line 3) یکی از خطوط متروی سئول است.
این خط که در سال ۱۹۸۵ تأسیس شده دارای ۴۴ ایستگاه و ۵۷٫۴ کیلومتر طول است. 

## نگارخانه

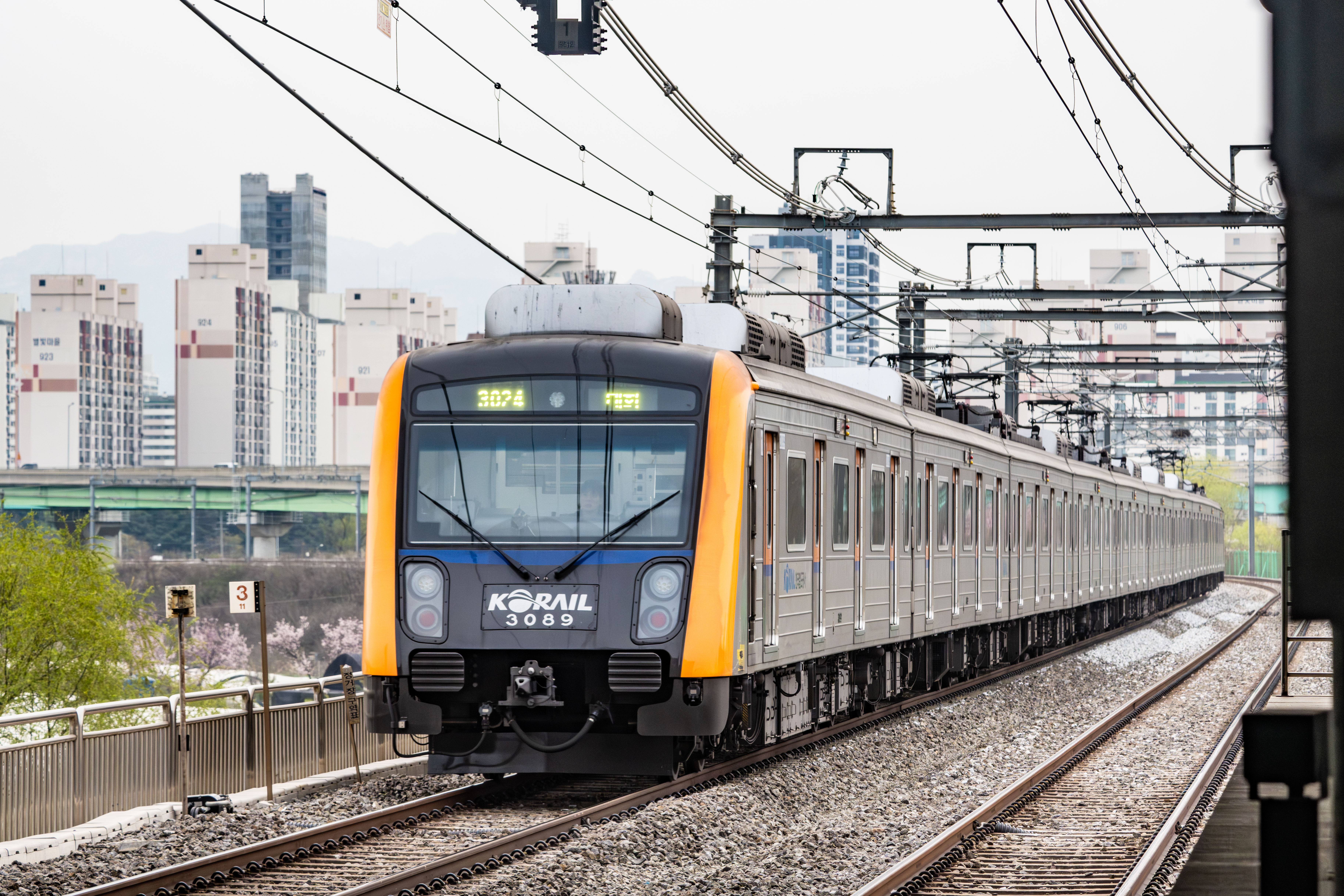
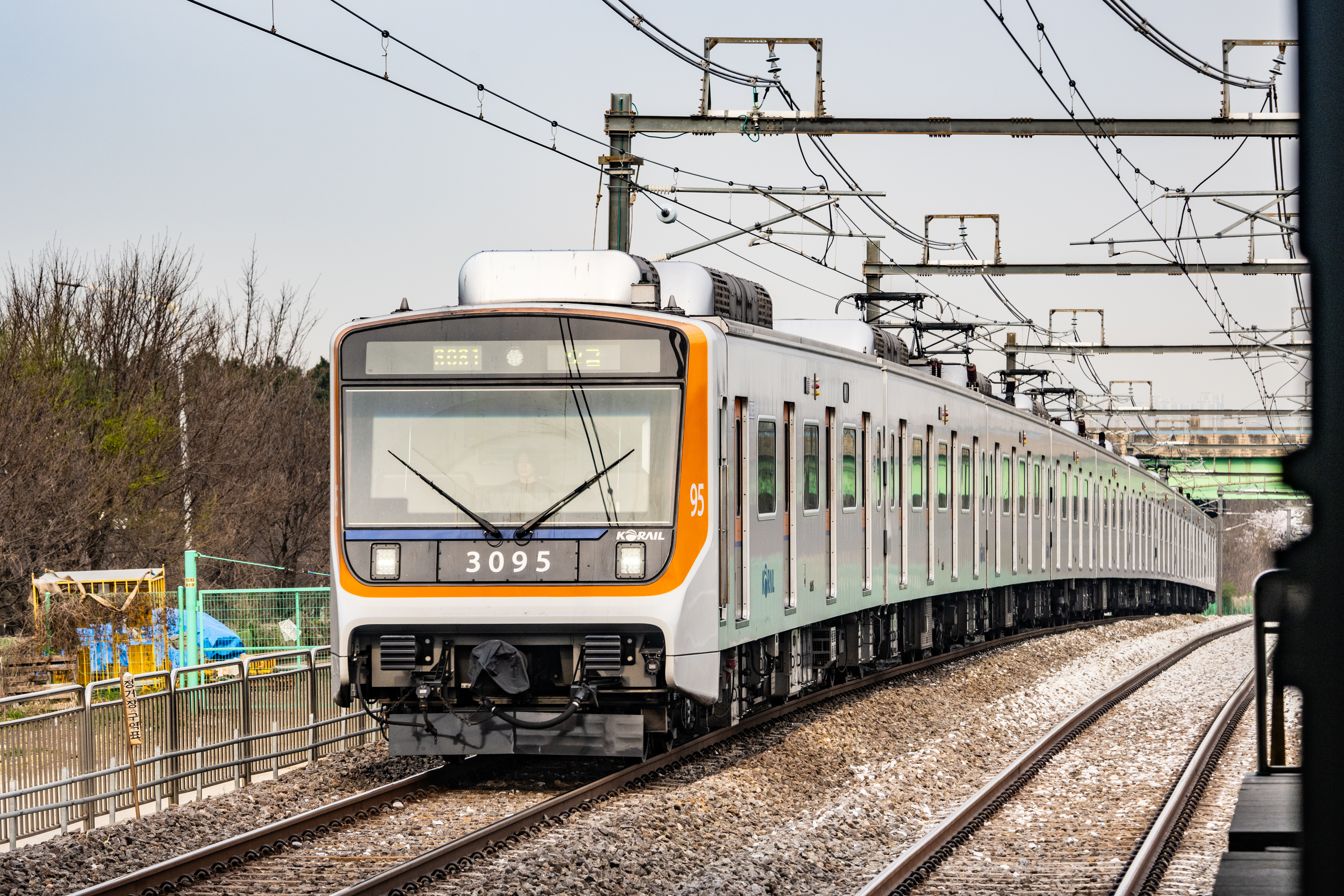
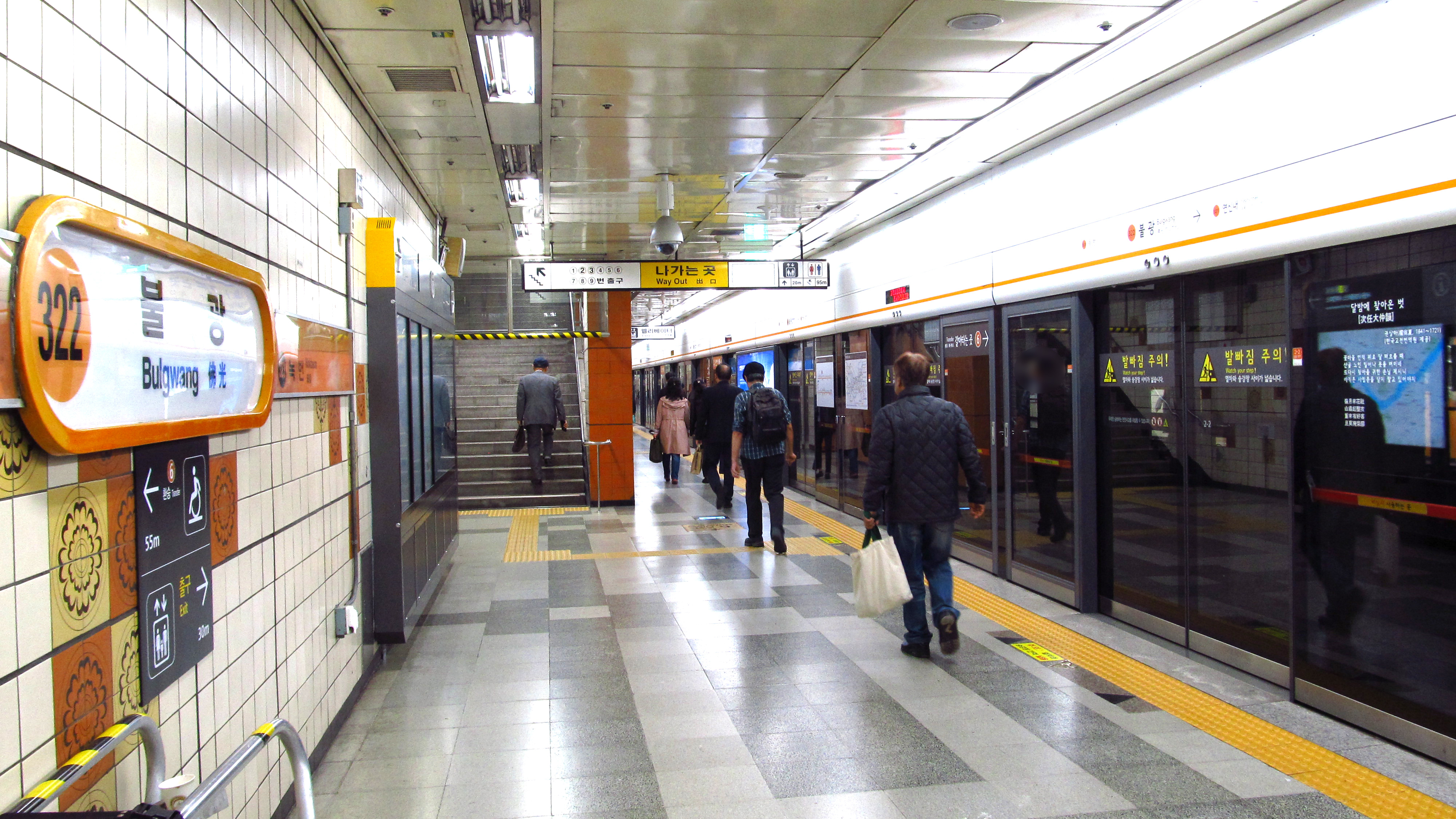
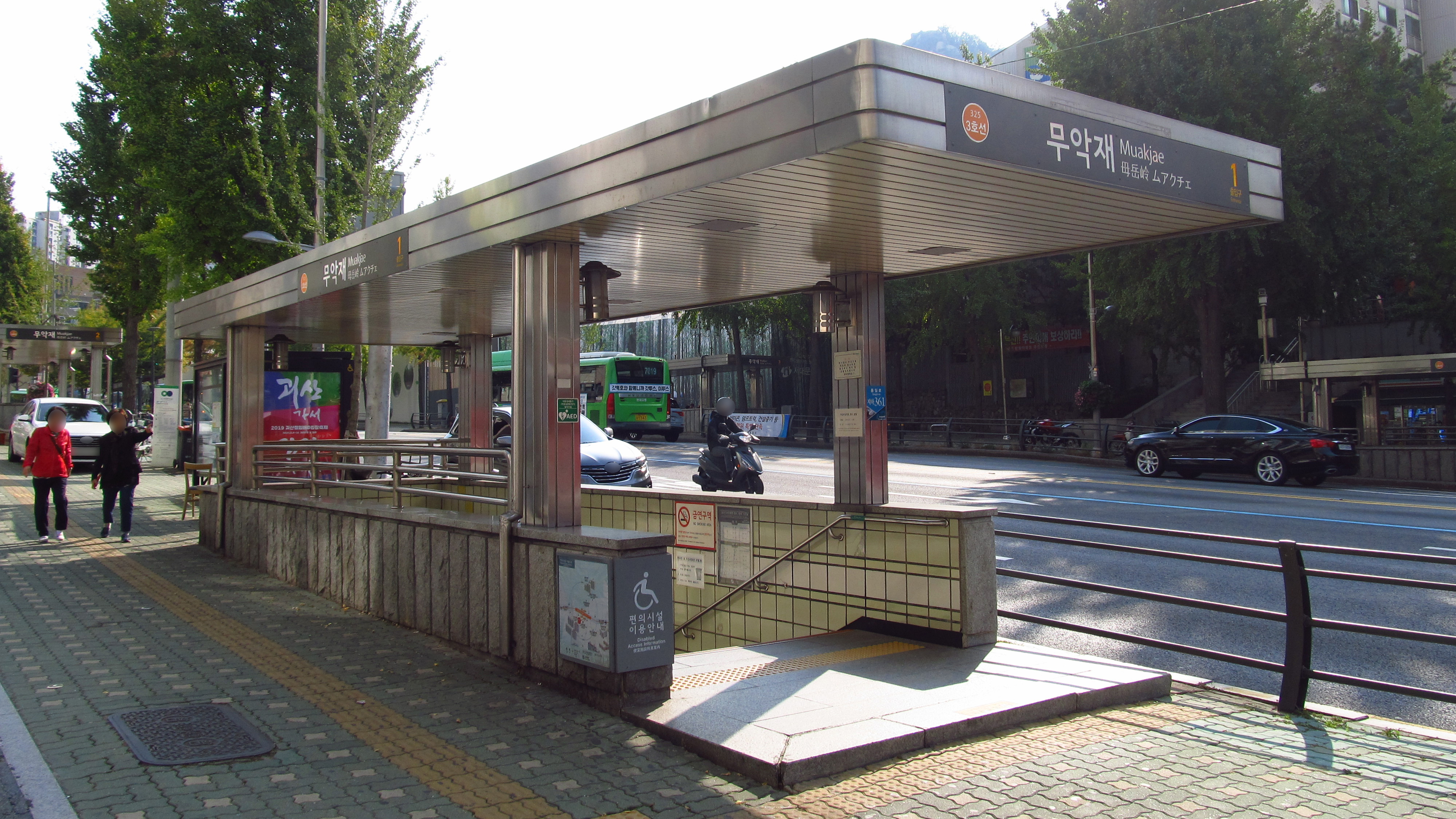